# Malhada dos Bois
Malhada dos Bois es un municipio brasileño del estado de Sergipe, que fue parte del municipio de Propriá, hasta 1953.

## Geografía
Se localiza a una latitud 10º20'58" sur y a una longitud 36º55'27" oeste, estando a una altitud de 120 metros. Su población estimada en 2004 era de 3.546 habitantes.
Posee un área de 59,34 km².